# Cowboy (pel·lícula)
Cowboy és una pel·lícula estatunidenca dirigida per Delmer Daves i estrenada l'any 1958. Es va doblar al català.

## Argument
Frank Harris és un recepcionista d'hotel de Chicago amb ganes de passar aventures i convertir-se en vaquer. Es fa amic de Tom Reece, que trafica amb bestiar, i aconsegueix que se l'endugui en un trasllat de bestiar a Mèxic. El viatge és accidentat i endureix Harris, que s'acostuma a valorar més els animals que les persones. En canvi, l'experimentat Reece arriba a conclusions oposades: ningú no pot viure sol. Acaba de fer-lo decidir la visió d'un company de feina, Doc Bender, que es penja després d'haver mort el seu únic amic en defensa pròpia.

## Crítica
La pel·lícula, un western rodat a Nou Mèxic i basat en la novel·la My Reminiscences as a Cowboy, és una biografia de Frank Harris que presenta un atractiu repartiment on destaquen Jack Lemmon, que dona vida a Harris, i Glenn Ford, en el paper del dur cap i propietari del bestiar. Els dos actors escenifiquen un gran duel interpretatiu. Es tracta de la tercera col·laboració entre el director Delmer Daves i l'actor Glenn Ford, que anteriorment ja havien col·laborat amb èxit a Jubal i El tren de les 3:10, dos títols que exemplifiquen el tractament intens que Daves dotava a les seves imatges.

## Repartiment
| Actor                 | Paper                             |
| --------------------- | --------------------------------- |
| Glenn Ford            | Tom Reece                         |
| Jack Lemmon           | Frank Harris                      |
| Anna Kashfi           | Maria Vidal, Arriega              |
| Brian Donlevy         | Doc Bender, Trailhand             |
| Dick York             | Charlie, Trailhand                |
| Víctor Manuel Mendoza | Paco Mendoza, Ramrod              |
| Richard Jaeckel       | Paul Curtis                       |
| King Donovan          | Joe Capper, Trailhand             |
| Vaughn Taylor         | Mr. Fowler, Chicago Hotel Manager |
| Donald Randolph       | Señor Vidal, Maria's Father       |
| James Westerfield     | Mike Adams                        |
| Eugene Iglesias       | Don Manuel Arriega                |
| Frank DeKova          | Alcaide                           |

## Premis i reconeixements
Cowboy va ser nominada per l'Oscar al millor muntatge i va rebre el premi del Sindicat de Directors d'Amèrica al millor director.